# Otok, Metlika
Otok je vas v Občini Metlika. V Otoku deluje tudi prostovoljno gasilsko društvo Otok, ki deluje od leta 1934.  
Pred vasjo stoji letalo DC-3 (Dakota), s kakršnim so med 2. svetovno vojno iz letališča v bližini vasi vozili ranjence v Italijo (ta del Bele Krajine je bil tedaj osvobojeno ozemlje). Letališče je imelo tudi kodni naziv "Piccadilly Hope".  

### Letalo Douglas DC - 3 skytrain, C - 47 dakota
Letalo Douglas C – 47 oziroma civilna različica DC – 3  je transportno letalo iz obdobja druge svetovne vojne. Bilo je eno izmed najbolj pomembnih letal 2. svetovne vojne in kljub starosti še vedno v uporabi.
Letalo je dvomotorno propelersko s štirimi člani posadke. V uporabo v Jugoslaviji je po letu 1953 prišlo 34 primerkov. Uporabljena so bila do leta 1976. Letalo poganjata dva zvezdasta, 14 cilindrična motorja Pratt Whitney R – 1830 – 90D s trokrakimi kovinskimi propelerji.
Letalo dakota s taktično številko 71 253 je bilo v uporabi v 679. transportni eskadrilji na letališču Pleso. Po izločitvi iz uporabe je poveljstvo jugoslovanskega vojnega letalstva izdalo soglasje o postavitvi letala kot muzejskega obeležja. Leta 1984 so letalo prepeljali na lokacijo pri vasi Otok pri Metliki. Sprva je bilo letalo obarvano v barvno shemo JVL. Leta 1986 pa so ga prebarvali v britansko barvno shemo v kateri je ostalo do danes. Letalo je edini ohranjen primerek v Sloveniji in s tem predstavlja tehnično dediščino. Zaradi edinosti in zgodovinskega pomena je izrednega pomena tudi za slovensko vojaško dediščino. Na lokaciji je letalo postavljeno v spomin na partizanska letališča in spuščališča v Sloveniji v času NOB ter kot spomin na zavezniško pomoč (Velika Britanija, Združene države Amerike in Sovjetska zveza) - letala tega tipa so pod zastavami vseh treh omenjenih držav pristajali na belokranjskem letališču.
Za ohranjanje letala skrbi Vojaški muzej SV, ki je eksponat obnovil leta 2010 in 2020.

Osnovni mere letala so:
dolžina 19,65m;
razpon kril 28,96m;
površina kril 91,7m²
višina 5,16m;
teža 7700kg;
nosilnost 2000kg oziroma 25 vojakov
motor 2x1200KS (882kW);
hitrost 368km/h;
dolet 2400km.